# KiKi Layne
Pour les articles homonymes, voir Layne.
Kiandra Layne, dite KiKi Layne, est une actrice américaine, née le 10 décembre 1991 à Cincinnati (Ohio).
Elle se fait connaître en jouant l'héroïne du film dramatique Si Beale Street pouvait parler (2018) de Barry Jenkins.

## Biographie

### Jeunesse et formation
KiKi Layne grandit à Cincinnati, entourée d'une mère gestionnaire des ressources humaines et d'un père technicien de chaufferie. À l'âge de sept ans, elle leur annonce vouloir faire un métier artistique,. Ils prennent alors la décision de la transférer dans une école artistique de la ville, où elle étudie la flûte, le cor d'harmonie puis la trompette,.
Elle intègre par la suite l'université DePaul à Chicago pour suivre un parcours de comédie,. Après l'obtention de son diplôme, elle commence à monter sur différentes scènes de Chicago et se rend régulièrement à Los Angeles pour passer des castings.

### Carrière
En 2015, elle tourne dans le pilote d'un projet de série télévisée porté par Lena Waithe. Mais la chaîne de télévision Showtime n'étant pas satisfaite, elle décide de retravailler le scénario et de changer de cap ; KiKi Layne est écartée du projet qui deviendra en 2018 la série télévisée The Chi,.

En 2017, KiKi Layne prend la décision d'emménager à Los Angeles pour pouvoir poursuivre une carrière au cinéma,,. Deux mois après son déménagement, elle passe le casting pour le prochain projet de Barry Jenkins, Si Beale Street pouvait parler, adapté du roman du même nom de James Baldwin. Un mois plus tard, elle est choisie parmi trois cent candidates pour incarner le personnage principal du film,,,. Il sort le 14 décembre 2018 aux États-Unis, après avoir été présenté trois mois plus tôt au Festival international du film de Toronto. Il est bien reçu par la critique avec une note de 3.7/5 sur Allociné, sur une base de vingt-six critiques. Au sujet de cette collaboration, l'actrice déclarera : 

« C’est triste, mais notre pays n’a pas beaucoup évolué en ce qui concerne le racisme. C’est pour cela que ce que raconte le film est si important aujourd’hui. Barry Jenkins donne la parole aux femmes noires en nous offrant des personnages complexes et réalistes. J’ai de la chance d’être actrice à l’époque où une femme noire peut obtenir des rôles intéressants. »

Considérée comme la révélation du film cette production vaut notamment à l'actrice le prix de la révélation féminine lors de la cérémonie des Black Women in Hollywood organisée par le magazine américain Essence et plusieurs autres nominations lors de cérémonies de remises de prix.
Dans le même temps, elle fait part de son intérêt à l'idée d'être la prochaine interprète de la mutante Tornade des X-Men à la suite du rachat de la FOX par Disney,.
Tim Walker la photographie aux côtés de Julia Garner et Sadie Sink pour la collection printemps 2019 de Kate Spade New York (en). Il s'agit de la première collection présentée depuis la mort de la styliste Kate Spade. Elle fait aussi la couverture du numéro de février du magazine Essence, avec Amandla Stenberg, Regina Hall et Jenifer Lewis.
Le 24 janvier 2019, le premier long-métrage de Rashid Johnson, Native Son, est présenté dans le cadre de la 35e édition du Festival du film de Sundance. KiKi Layne y incarne Bessie, l'un des seconds rôles, aux côtés notamment des acteurs Ashton Sanders, Margaret Qualley et Nick Robinson. La sortie américaine du film est prévue le 6 avril 2019. La même année, lors du Festival de Cannes 2019, elle est à l'affiche d'un court métrage réalisé par le cinéaste italien Luca Guadagnino, qui est présenté lors de la quinzaine des réalisateurs. 
En 2020, elle intègre la distribution de la suite d'Un prince à New York (1988) qui marque le retour d'Eddie Murphy. Elle rejoint le casting de l'adaptation du roman graphique The Old Guard pour la plateforme Netflix aux côtés de l'oscarisée Charlize Theron, un film d'action réalisé par Gina Prince-Bythewood dans lequel elle incarne une ancienne marine,.

### Vie personnelle
Will Smith est son acteur préféré. En 2019, elle rêve d'une carrière aussi diversifiée que lui et déclare à ce propos : 

« Il n'a pas laissé l'industrie le mettre dans une case. Je veux montrer qu'une actrice avec ma couleur de peau et mes cheveux crépus peut tout jouer. »

## Filmographie

### Cinéma

#### Courts-métrages
- 2015 : Veracity de Seith Mann (en) : Olivia
- 2019 : The Staggering Girl de Luca Guadagnino

#### Longs-métrages
- 2018 : Si Beale Street pouvait parler de Barry Jenkins : Tish Rivers
- 2019 : Native Son de Rashid Johnson : Bessie
- 2019 : Captive State de Rupert Wyatt : Carrie
- 2020 : The Old Guard de Gina Prince-Bythewood : Nile Freeman
- 2020 : Un prince à New York 2 (Coming 2 America) de Craig Brewer : Meeka
- 2022 : Tic et Tac, les rangers du risque (Chip 'n Dale: Rescue Rangers) d'Akiva Schaffer
- 2022 : Don't Worry Darling d'Olivia Wilde : Margaret
- 2023 : The Old Guard 2 de Victoria Mahoney : Nile Freeman

### Télévision
- 2015 : The Chi : Kiesha (pilote non diffusé)
- 2016 : Chicago Med : Emmie Miles (saison 2, épisode 1)

## Distinctions
Sauf indication contraire ou complémentaire, les informations mentionnées dans cette section proviennent de la base de données IMDb.

### Récompenses
- Philadelphia Film Critics Circle Awards 2018 : meilleure révélation pour Si Beale Street pouvait parler
- 22e festival du film de Savannah 2018 : Discovery Award.
- Women Film Critics Circle 2018 : meilleur couple à l'écran pour Si Beale Street pouvait parler, prix partagé avec Stephan James
- Black Reel Awards 2019 (en) : meilleure actrice pour Si Beale Street pouvait parler
- Essence Black Women in Hollywood Awards 2019 : Révélation féminine

### Nominations
- Florida Film Critics Circle Awards 2018 (en) : meilleure révélation pour Si Beale Street pouvait parler
- Gotham Independent Film Awards 2018 (en) : Meilleur espoir
- Washington DC Area Film Critics Association Awards 2018 (en) : Meilleure distribution (en) pour Si Beale Street pouvait parler
- Georgia Film Critics Association Awards 2019 : meilleure révélation pour Si Beale Street pouvait parler
- Alliance of Women Film Journalists Awards 2019 : Meilleur espoir
- Black Reel Awards 2019 (en) : meilleure révélation féminine pour Si Beale Street pouvait parler
- NAACP Image Awards 2019 :
  - Meilleure actrice pour Si Beale Street pouvait parler
  - Meilleure révélation dans un film pour Si Beale Street pouvait parler
- Online Film & Television Association Awards 2019 : meilleure révélation féminine pour Si Beale Street pouvait parler
- CinEuphoria Awards 2020 : meilleur duo international pour Si Beale Street pouvait parler, nomination partagée avec Stephan James